# Franz Xaver Kraus
Franz Xaver Kraus (ur. 27 września 1903 w Monachium, zm. 24 stycznia 1948 w Krakowie) – zbrodniarz hitlerowski, jeden z funkcjonariuszy SS pełniących służbę w obozach koncentracyjnych oraz SS-Sturmbannführer.

## Życiorys
Był członkiem NSDAP od 1931 i SS od 1932. Był uczestnikiem puczu monachijskiego, za co został odznaczony Orderem Krwi. Do Waffen-SS wstąpił w 1939. Ukończył szkołę handlową, a z zawodu był oficerem administracji wojskowej. Należał do starej kadry pracowników obozów koncentracyjnych, w których pełnił służbę już od 1935 (m.in. w Esterwegen, Lichtenburgu i Oranienburgu). W latach 1936–1939 Kraus kierował administracją obozu w Sachsenhausen. Następnie pełnił służbę w Głównym Inspektoracie Obozów Koncentracyjnych. Za swoją służbę uzyskał kilka odznaczeń, w tym wojenny krzyż zasługi II klasy z mieczami. Pod koniec 1944 skierowany został do obozu Auschwitz-Birkenau jako oficer informacyjny SS. Kraus pełnił także obowiązki kierownika obozu w Birkenau.

Franz Kraus podczas procesu (1947)

Podczas krótkiej swojej służby w Auschwitz, Kraus dał się poznać jako człowiek okrutny i złośliwy wobec więźniów. Brał udział w eksterminacji Żydów w komorach gazowych, a także zamordował kilku więźniów podczas ewakuacji obozu. Poza tym nieustannie bił i szykanował więźniów. Po wojnie został oskarżony w pierwszym procesie oświęcimskim. Najwyższy Trybunał Narodowy w Krakowie skazał go 22 grudnia 1947 na karę śmierci. Wyrok wykonano przez powieszenie w krakowskim więzieniu Montelupich.

## Odznaczenia
- Order Krwi[1]
- Krzyż Zasługi Wojennej II klasy z mieczami (1 września 1940)[1]
- Czarna Odznaka za Rany (14 lipca 1942)[1]
- Medal za Kampanię Zimową na Wschodzie 1941/1942 (29 lipca 1942)[1]
- Brązowa Odznaka za Służbę w NSDAP[3]
- Brązowa Odznaka Sportowa SA[1]
- Pierścień Honorowy SS[1]